# Sighsten Herrgård

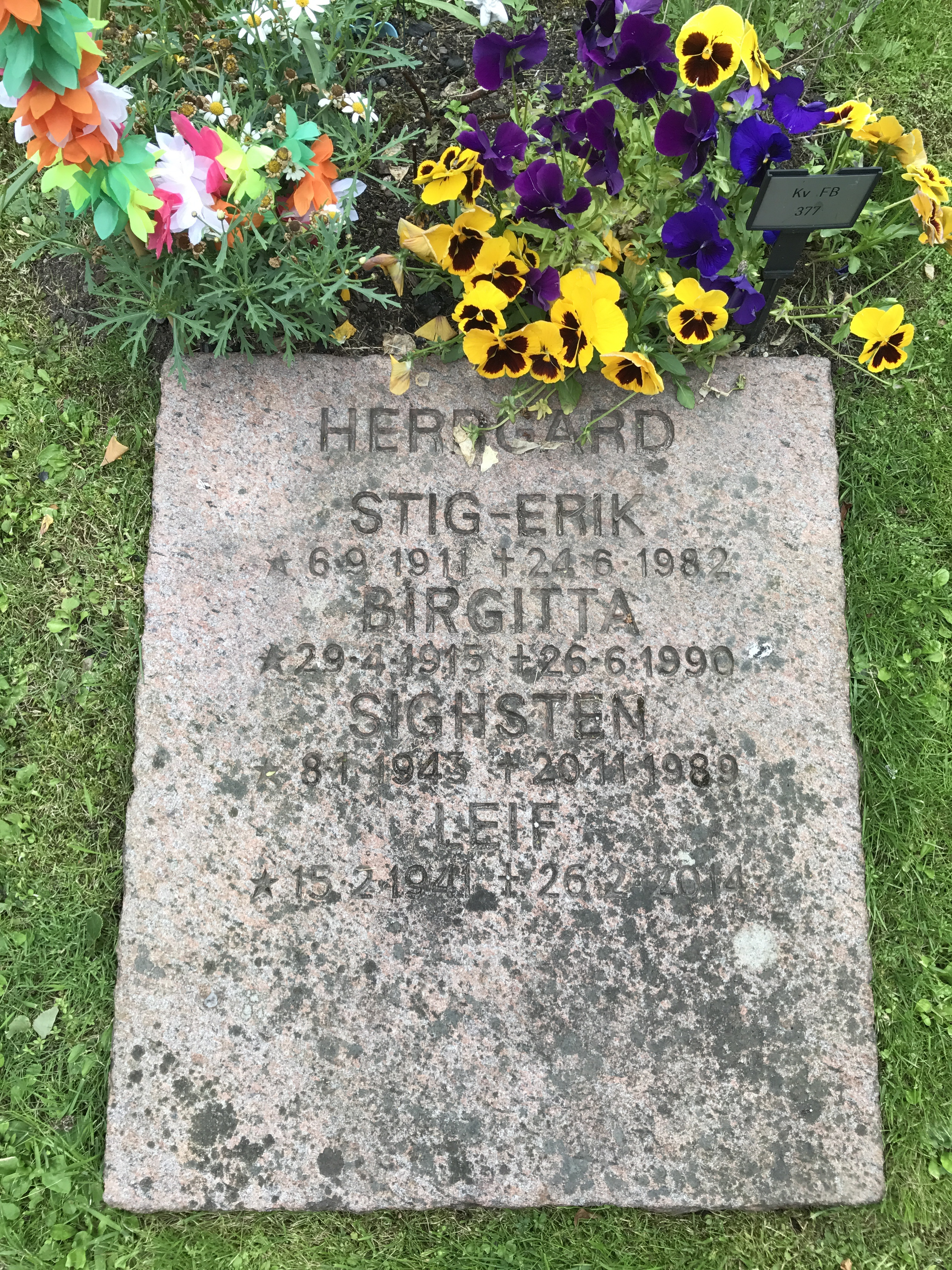
Sighsten Herrgårds gravvård på Bromma kyrkogård.

Björn Sighsten Herrgård, född 8 januari 1943 i Helsingfors, Finland, död 20 november 1989 i Gustav Vasa församling, Stockholm, var en svensk modedesigner och trendsättare. Han var pionjär inom modernt svenskt herrmode och lanserade unisexdräkten. År 1987 blev Herrgård den första personen i Sverige som blev allmänt känd för att ha gått ut offentligt med att han hade aids.

## Biografi
Herrgård flyttade till Sverige med föräldrar 1945. Han studerade i sin ungdom på Beckmans designhögskola och blev som designer i Milano under 1960-talet ett av Sveriges mest kända namn utomlands. Hans unisexdräkt, en overall i mjukt tyg som skulle kunna användas i alla sammanhang, var nyskapande och ses i efterhand som tidstypisk, även om den inte blev så allmänt använd som han kanske hade hoppats.
Herrgård grundade modellagenturen Stockholmsgruppen i början av 1970-talet. Under 1970-talet började Herrgård arbeta som festfixare och modellpappa i Stockholm.
Tillsammans med Magdalena Ribbing skrev han Etikettboken: allt man behöver veta för att kunna strunta i 1985.
Sighsten Herrgårds arkiv finns hos Nordiska museet i Stockholm, dit det på hans eget initiativ donerades efter hans död.
Herrgårds före detta partner Roar Klingenberg var den första i Sverige som diagnosticerades med aids. 1989 avled Herrgård i sviterna av sjukdomen.